# Eupsilia transversa
Eupsilia transversa là một loài bướm đêm trong họ Noctuidae.

## Hình ảnh

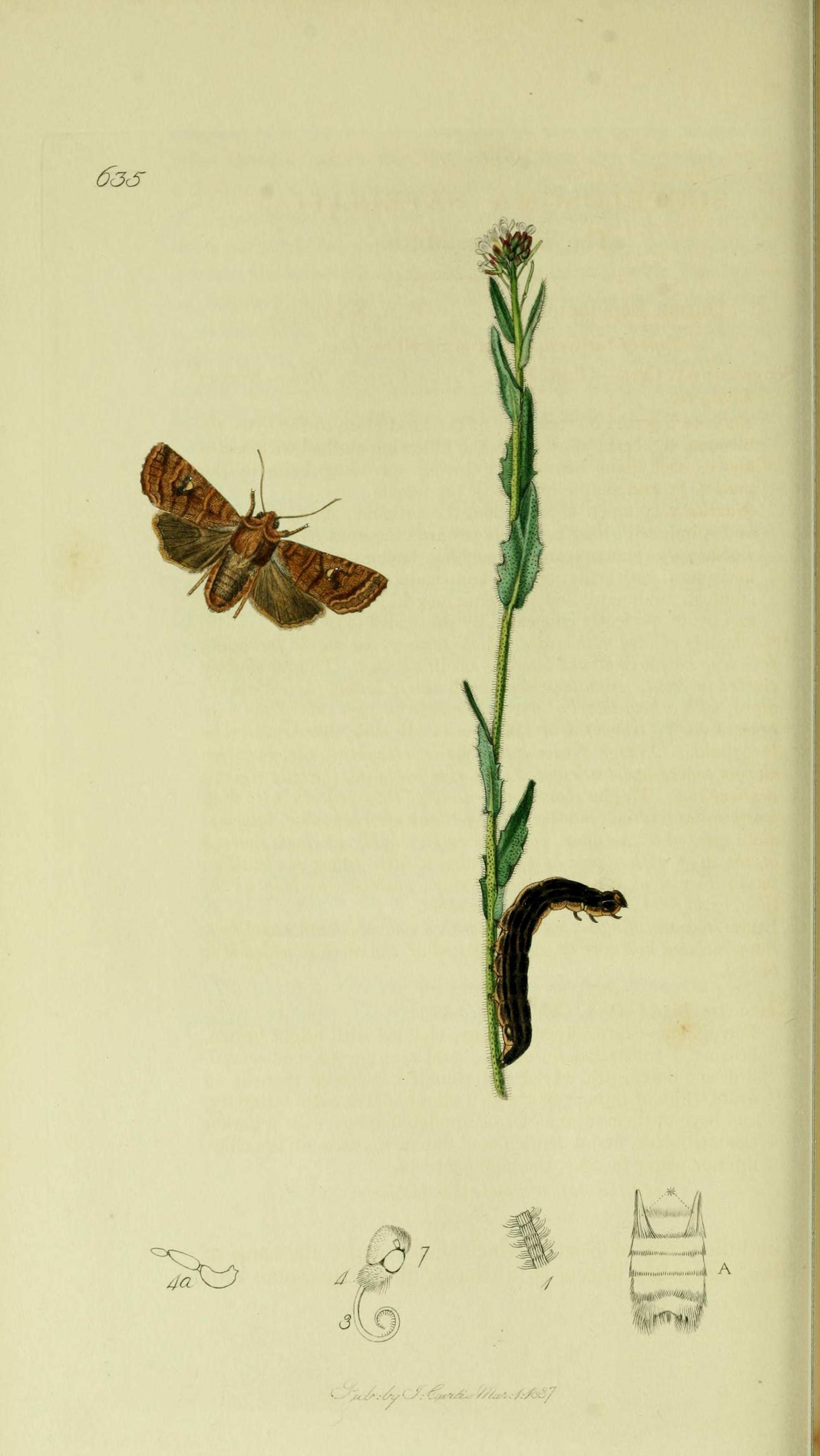
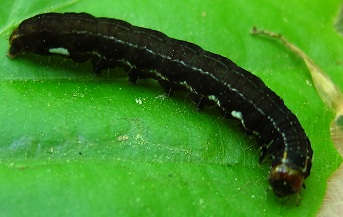
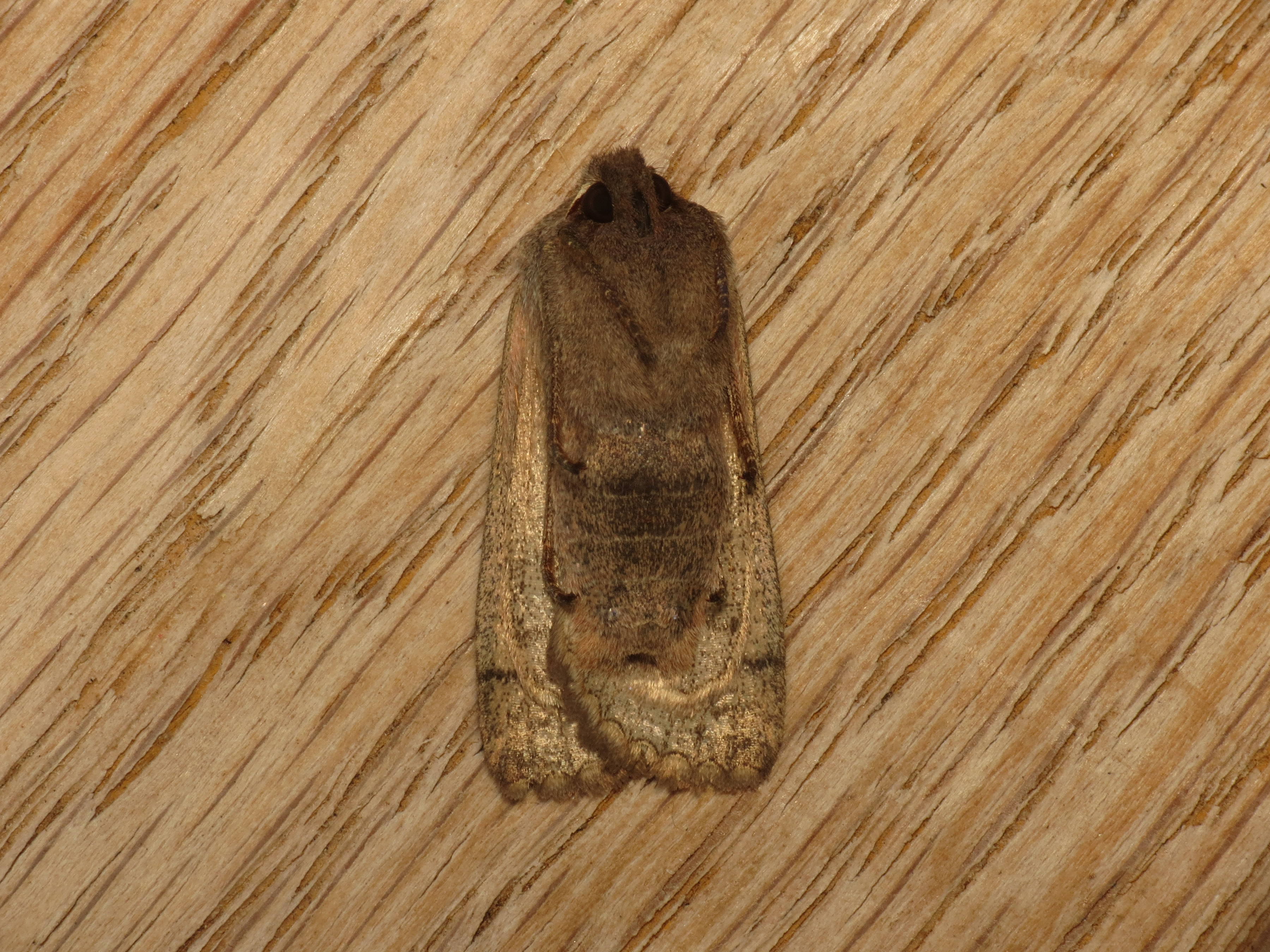
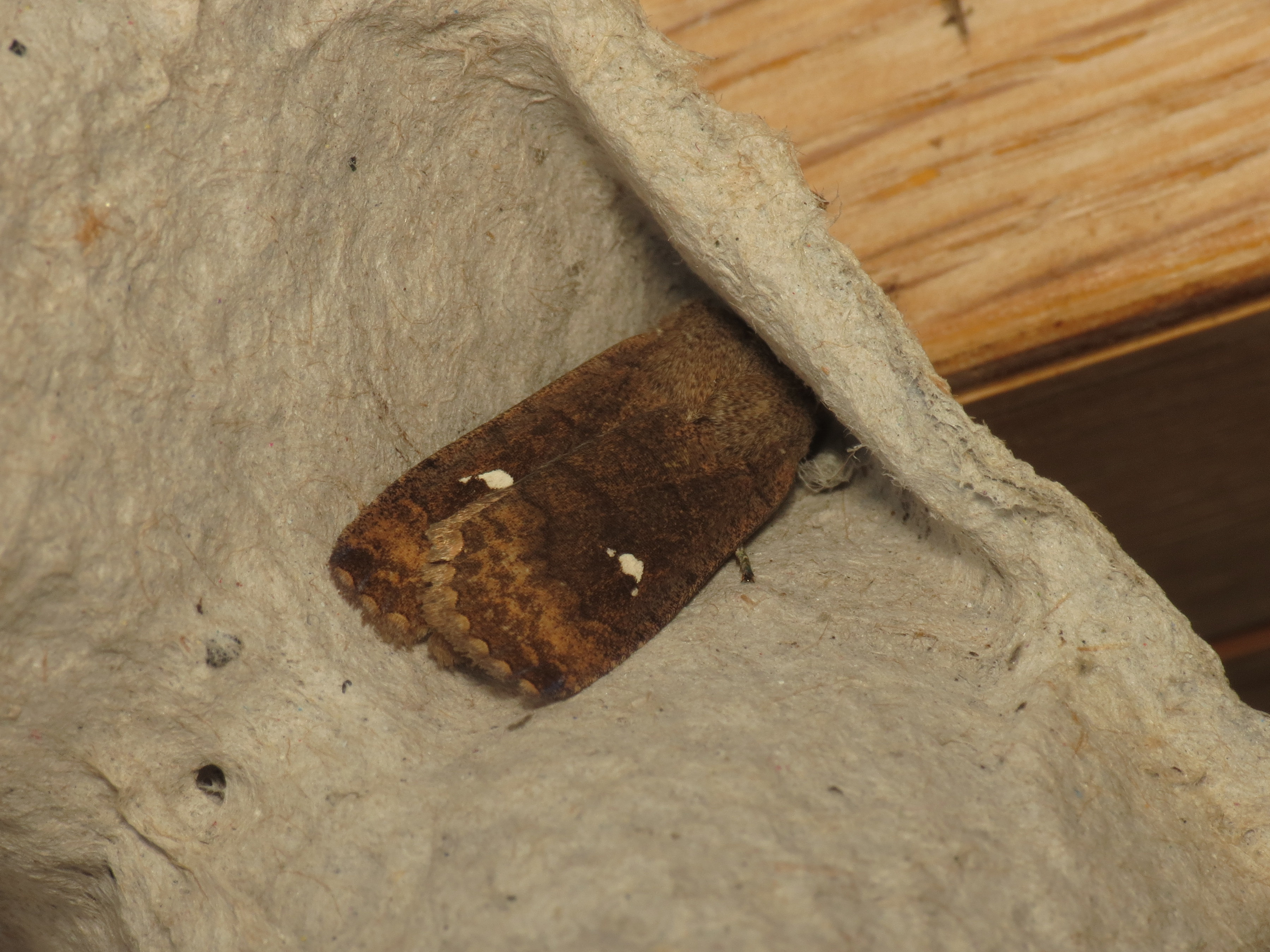